# Vinzenz Fuchs
Vinzenz Fuchs (* 23. Januar 1888 in Frickenhausen, heute Mellrichstadt; † 19. Juni 1968 in Starnberg) war ein deutscher Theologe und Dompropst.

## Leben
Fuchs besuchte das humanistische Gymnasium in Münnerstadt und studierte Philosophie und Theologie in Würzburg. 1910 folgte seine Priesterweihe. Daraufhin war er als Kaplan in Rimpar und Aschaffenburg, als Sanitätsdienst in Germersheim und Aschaffenburg und als Katechet am Institut der Englischen Fräulein und Lehrer in Aschaffenburg tätig. Von 1921 bis 1926 war er Spiritual im Kloster Oberzell, danach am Priesterseminar in Würzburg und von 1930 bis 1932 am Knabenseminar Kilianeum in Würzburg. 
Von 1932 bis 1939 war er Professor an der Philosophisch-Theologischen Hochschule in Dillingen an der Donau. Mit allen Dozenten unterzeichnete er am 11. November 1933 das Bekenntnis der Professoren an den deutschen Universitäten und Hochschulen zu Adolf Hitler und dem nationalsozialistischen Staat. 1938 wurde er zum Bischöflichen Geistlichen Rat der Diözese Augsburg ernannt, 1939 zum Domkapitular. Von 1945 bis 1961 war er Generalvikar der Diözese Würzburg, von 1954 an war er dazu Dompropst. 1949 wurde er Päpstlicher Hausprälat, 1960 Apostolischer Protonotar. 
Von der ersten Sitzung Ende 1947 bis 1962 gehörte er dem Bayerischen Senat an.